# 태풍 제네비브
태풍 제네비브 (GENEVIEVE)는 2014년에 북중태평양에서 발생하여 북서태평양으로 넘어온 태풍이다.

## 개요

태풍 제네비브

2014년 제13호 태풍 제너비브는 7월 25일 오후 3시에 중심기압 1006hPa, 최대풍속 18m/s(풍속은 1분 평균)의 열대폭풍으로 미국 하와이 빅 아일랜드 South Point 동남동쪽 약 2,400km 부근 해상에서 발생하였다. 발생 후 서진하며 조금 발달해서 7월 25일 오후 9시에 미국 하와이 빅 아일랜드 South Point 동남동쪽 약 2,285km 부근 해상에서 중심기압 1004hPa, 최대풍속 21m/s(풍속은 1분 평균)의 열대폭풍으로 잠시 발달한 뒤, 서진을 계속하여 중태평양으로 들어가면서 다시 열대저압부로 약화되었다. 중태평양 진입 뒤 8월 3일 오전 3시에 미국 하와이 호놀룰루 남쪽 약 1,190km 부근 해상에서 중심기압 1005hPa, 최대풍속 18m/s(풍속은 1분 평균)의 열대폭풍으로 잠깐 발달하였다가 다시 열대저압부로 약화된 뒤로 오랫 동안 열대저압부 상태로 머물다가 날짜변경선이 가까워지기 시작한 8월 6일 오전 3시에 미국 하와이 호놀룰루 서남서쪽 약 1,955km 부근 해상에서 중심기압 1003hPa, 최대풍속 21m/s(풍속은 1분 평균)의 열대폭풍으로 재발달했고, 그 때부터 서북서진하며 급발달을 시작해서 8월 6일 오후 9시에 미국 존스턴 환초 서남서쪽 약 895km 부근 해상에서 중심기압 990hPa, 최대풍속 33m/s(풍속은 1분 평균)의 허리케인으로 발달했고, 날짜변경선 통과 직전인 8월 7일 오전 9시에는 미국 웨이크섬 동남동쪽 약 1,560km 부근 해상에서 중심기압 960hPa, 최대풍속 59m/s(풍속은 1분 평균)의 메이저 허리케인으로 발달했다. 메이저 허리케인으로 발달한 이후에도 서북서진을 하며 급발달을 계속하면서 날짜변경선을 통과하였고, 8월 7일 오후 3시에 중심기압 950hPa, 최대풍속 51m/s, 강풍 반경 220km, 크기 '소형'의 매우 강한 태풍으로 일본 도쿄 동남동쪽 약 4,640km 부근 해상에서 태풍으로 인정되었다.(일본 기상청 태풍정보 기준) 태풍 인정 이후 서북서진하면서 계속 발달하였고, 8월 8일 오전 9시에 일본 도쿄 동남동쪽 약 4,240km 부근 해상에서 중심기압 910hPa, 최대풍속 56m/s, 강풍 반경 220km의 세력 '맹렬함', 크기 '소형'(일본 기상청 태풍정보 기준)의 태풍으로 최성기를 맞이하였다. 최성기 이후 북북동~북북서~서북서진하면서 서서히 약화되었고, 한국 기상청 태풍정보 기준으로는 8월 12일 오전 9시에 일본 센다이 동쪽 약 2,330km 부근 해상에서 중심기압 1000hPa의 열대저압부로 소멸하였다. 일본 기상청 태풍정보 기준으로는 8월 12일 오후 3시에 일본 센다이 동쪽 약 2,260km 부근 해상에서 중심기압 1006hPa의 열대저압부로 소멸하였다. 제너비브는 북동태평양상의 열대폭풍이 이동한 것으로 여자의 이름을 의미한다. 엄청나게 장수하여 허리케인→태풍으로 변경된 2014년 유일한 태풍이다.

## 같이 보기
- 태풍 이오케 (2006년에 최초로 북중태평양에서 발생하여 북서태평양으로 넘어온 태풍으로, 북중태평양에서 발생한 허리케인 중 가장 강했다.)
- 일본 기상청의 태풍 제너비브 사후해석